# أمين الرباطي
أمين الرباطي، من مواليد 1 يناير 1981 في فنيدق في المغرب، لاعب كرة قدم مغربي.
بدأ مسيرته الكروية مع نادي الرجاء البيضاوي في عام 2002، ولعب معهم حتى عام 2007، وفي عام 2005 انتقل إلى نادي قطر القطري، ولعب معهم حتى عام 2007، وعام 2007 وهو يلعب مع نادي الظفرة الإماراتي وعام 2008 إلى مرسيليا لمدة إعارته ل 3 مواسم
و هو يلعب مع منتخب المغرب لكرة القدم، ولعب مع نادي الوحدة الإماراتي وقدم مستوى جميل ومميز، وفي سنة 2011 وقع لالرجاء البيضاوي .

## روابط خارجية
- أمين الرباطي على موقع الاتحاد الدولي (مؤرشف)  (الإنجليزية)
- أمين الرباطي على موقع قاعدة بيانات كرة القدم.إي يو (الإنجليزية)
- أمين الرباطي على موقع ليكيب (الفرنسية)
- أمين الرباطي على موقع ناشيونال فوتبول تيمز (الإنجليزية)
- أمين الرباطي على موقع كووورة
- أمين الرباطي على موقع أوليمبيديا (الإنجليزية)